# Vápenný Podol
Vápenný Podol je obec v okrese Chrudim v Pardubickém kraji. Žije zde 293 obyvatel. Obcí protéká potok Podolka.

## Historie
První písemná zmínka o obci pochází z roku 1513. Od středověku vápencové lomy, těžba vysoce kvalitního vápence ukončena roku 1965. V lomech objeveny dvě nepřístupné krasové jeskyně.
Na jihovýchodním okraji se nacházel léčivý pramen, znám od roku 1586, po roce 1600 do 19. století využíván jako Lázně sv. Václava. Lázeňská budova a kaple pochází z roku 1726, zachován empírový bývalý lázeňský dům s pamětní deskou hudebního skladatele a dirigenta Otakara Ostrčila (1879–1935).
V letech 1882 až 1978 vedla do Vápenného Podola železniční trať, větev trati Přelouč – Prachovice. Za okupace v letech 1939–1945 se v obci ukrýval básník a spisovatel Stanislav Kostka Neumann, pamětní deska je umístěna na bývalé škole.

## Obyvatelstvo
| Rok            | 1869 | 1880 | 1890 | 1900 | 1910 | 1921 | 1930 | 1950 | 1961 | 1970 | 1980 | 1991 | 2001 | 2011 | 2021 |
| -------------- | ---- | ---- | ---- | ---- | ---- | ---- | ---- | ---- | ---- | ---- | ---- | ---- | ---- | ---- | ---- |
| Počet obyvatel | 768  | 942  | 859  | 810  | 831  | 808  | 713  | 488  | 431  | 371  | 279  | 192  | 182  | 224  | 311  |
| Počet domů     | 94   | 105  | 103  | 102  | 113  | 119  | 133  | 138  | 113  | 98   | 90   | 124  | 123  | 132  | 141  |

## Obecní správa

### Části obce
- Vápenný Podol
- Cítkov
- Nerozhovice

### Obecní symboly
Znak a vlajka byly obci uděleny rozhodnutím předsedy Poslanecké sněmovny Parlamentu České republiky dne 24. listopadu 2014.

## Pamětihodnosti
- Vápenka na ohybu silnice (kulturní památka)
- Pozdně barokní kostel sv. Václava, mučedníka z r. 1788.
- Pomník obětem první světové války

## Významní rodáci
- Jaroslava Vobrubová-Koutecká (1891–1969), česká překladatelka
- Rudolf Růžička[který?]
- Vojtěch Heřmanský (1934–2022), český vědec v oblasti technologií a mikroelektroniky

## Galerie

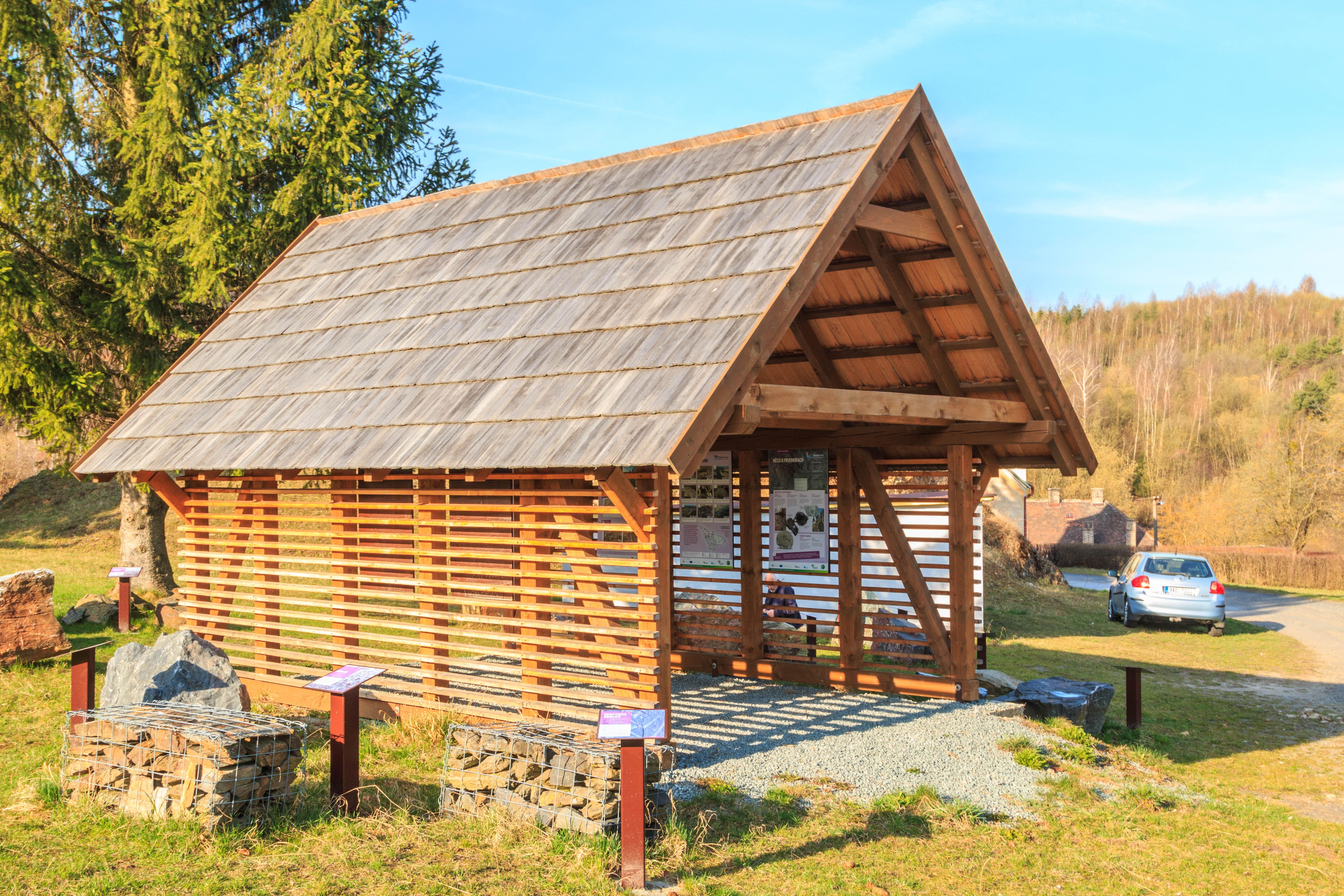
Altán
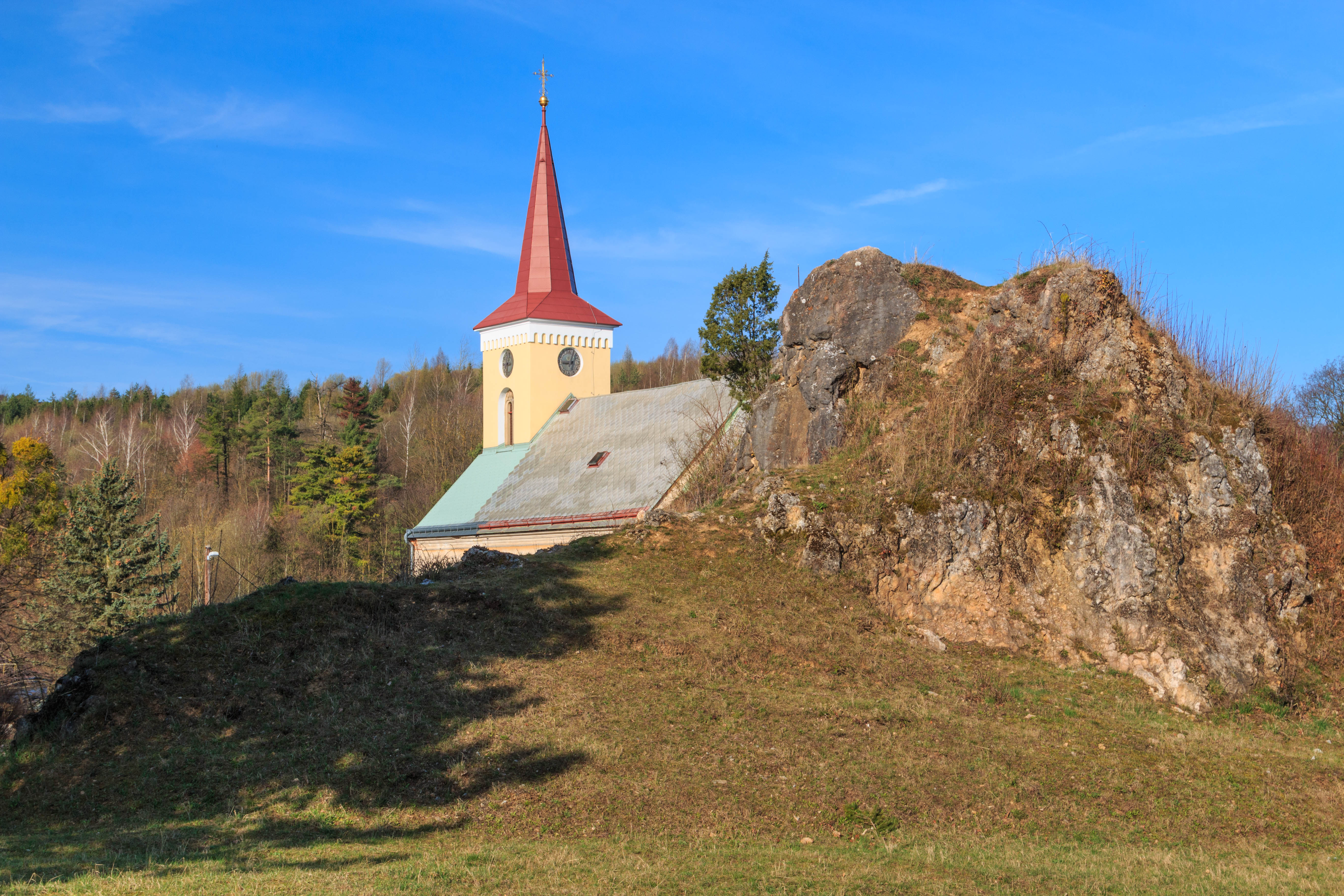
Kostel
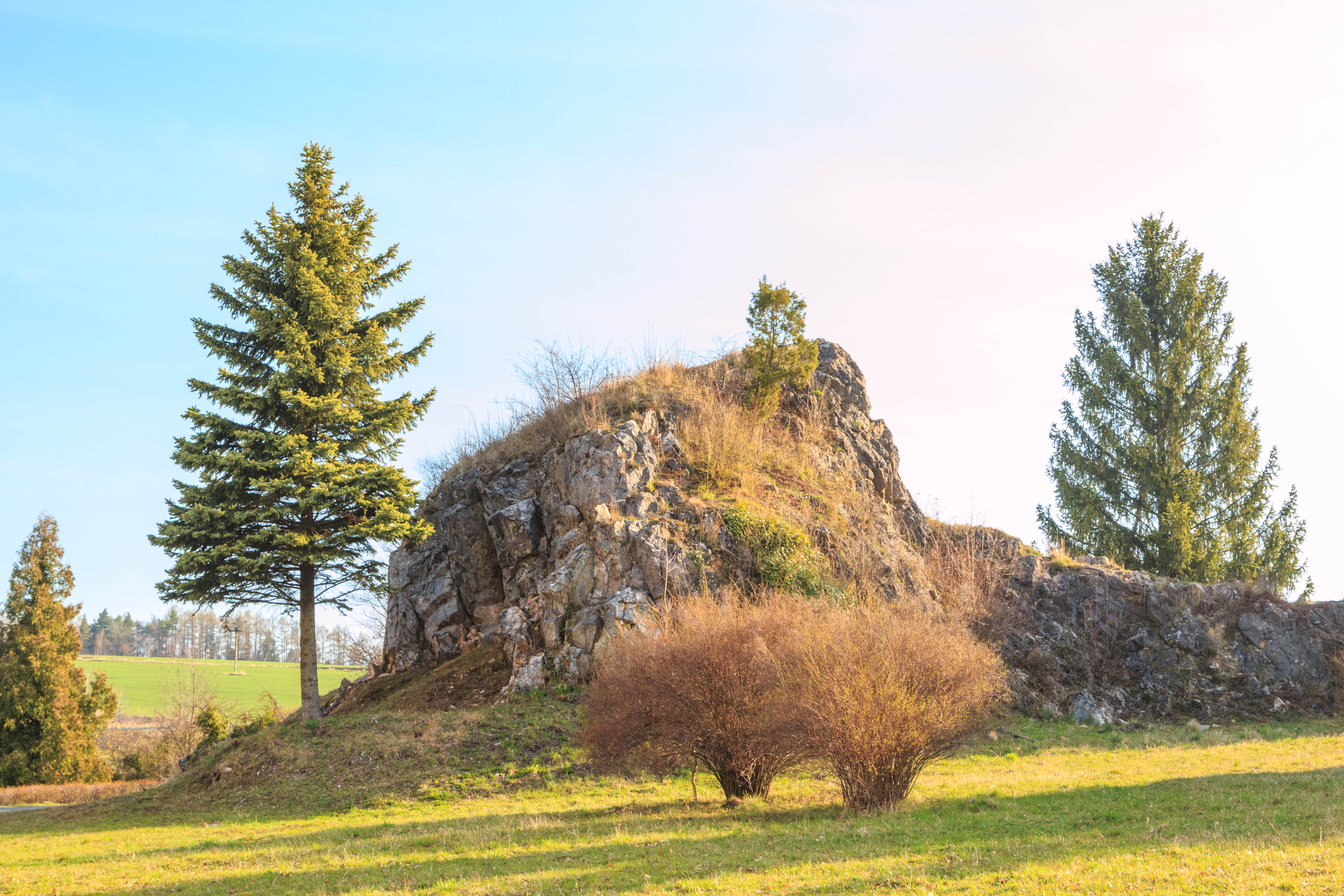
Zbytek po těžbě
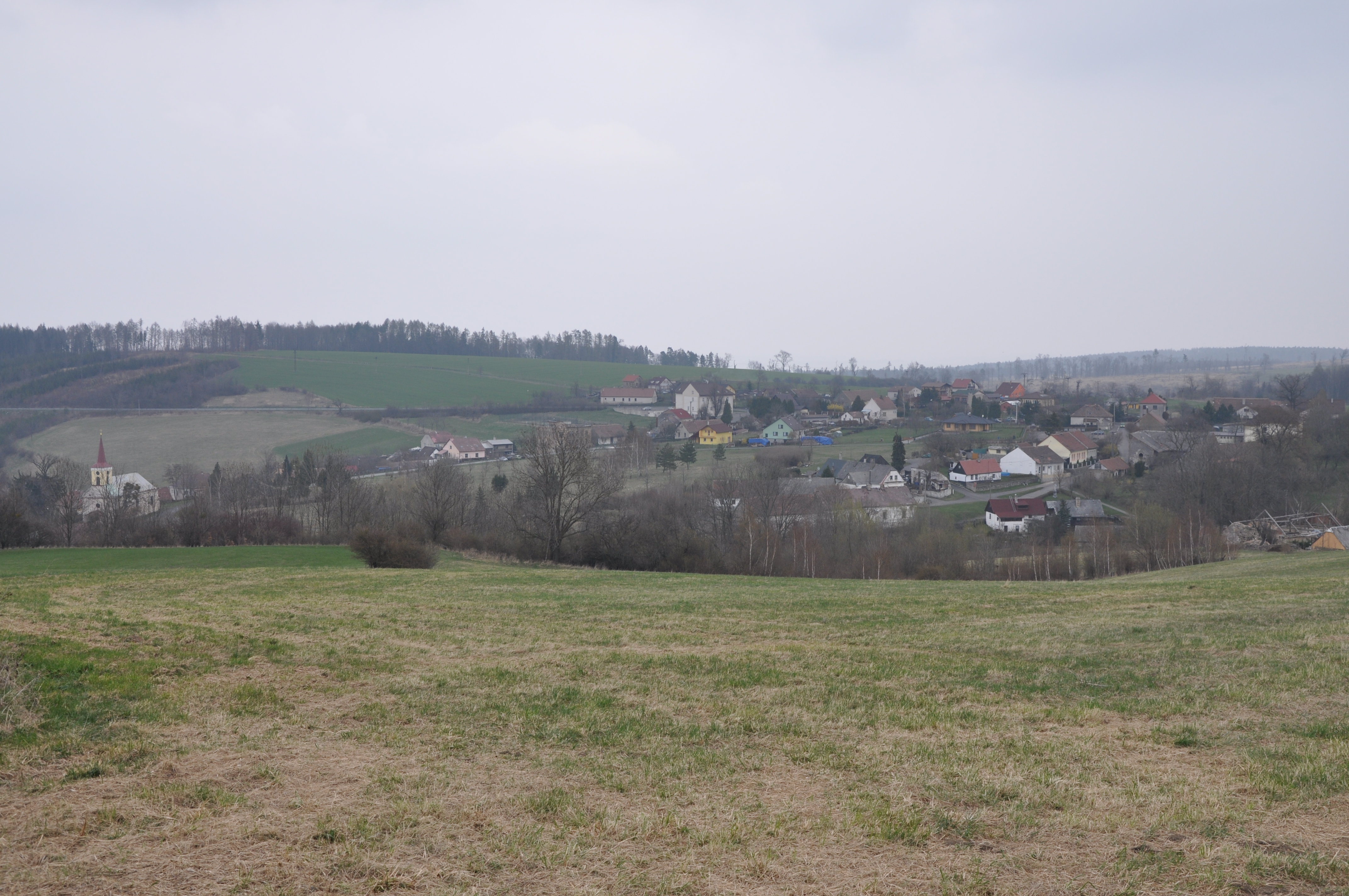
Celkový pohled